# Jennifer Lawrence
Jennifer Shrader Lawrence (Indian Hills, Kentucky, 1990. augusztus 15. –) Oscar-díjas amerikai színésznő.
2009-ben szerepelt a Megváltás című filmben Charlize Theronnal. 2010-ben a Winter’s Bone – A hallgatás törvénye című amerikai misztikus thrillerben egy Ree nevű fiatal lányt játszott, aki családja helyzete miatt eltűnt apja keresésére indul. 2012-ben Oscar-díjat kapott a legjobb női főszereplő kategóriában a Napos oldalban nyújtott alakításáért Bradley Cooper mellett. A díj ellenére Az éhezők viadala Katniss Everdeenjével robbant be a köztudatba 2012-ben, melynek folytatásaiban is főszerepet játszott.
A Joy (2015) című filmben elvált kétgyermekes feltaláló anyukát alakított. A filmben alakított szerepéért egy második Oscar-díjra jelölték legjobb női főszereplő kategóriában.

## Gyermekkora
Jennifer a kentucky-i Louisville-ben született és nevelkedett. Édesanyja, Karen Koch egy gyermektábor vezetője, míg édesapja Gary Lawrence egy építőipari cég (Lawrence & Associates) tulajdonosa volt. Két bátyja van, Ben és Blaine. Kiskorában fellépett a helyi színházban, s már 14 éves korára eldöntötte, hogy színész lesz. Meggyőzte szüleit, hogy engedjék el New Yorkba, hogy találjon egy megfelelő ügynökséget. Karrierje érdekében két évvel  a szokásosnál hamarabb, 3,9-es átlaggal leérettségizett. A színészkedés mellett segédápolónői munkát is vállalt az édesanyja gyermektáborában.

## Pályafutása

### 2006–2009
Jennifer Lawrence színészi pályafutását a TBS-televízió által sugárzott The Bill Engvall Show-ban kezdte, ahol Lauren Pearson szerepét játszotta. A sorozat 2007 szeptemberében került először képernyőre, majd három évad után, 2009-ben megszűnt. Alakításáért már abban az évben a Fiatal Művészek Díjára (Young Artist Award) jelölték. A sorozat megszűnése után kisebb vendégszerepeket vállalt olyan tévésorozatokban, mint a Monk – A flúgos nyomozó, a Döglött akták, vagy A médium.
2007-ben meghallgatáson vett részt Bella Swan szerepéért (Alkonyat-sorozat), azonban azt Kristen Stewart kapta meg. Később Lawrence egyik nyilatkozatában kijelentette, örül, hogy lemaradt a szerepről, mert túl nagy médiafigyelem irányult volna rá.
2008-ban a Garden Party című filmdrámában Tiffet alakította. Ezt követően szerepet kapott a Guillermo Arriaga által rendezett, A megváltás című filmben, ahol olyan színészekkel dolgozhatott együtt, mint például Kim Basinger, vagy Charlize Theron. A filmben nyújtott alakításáért Ezüst Szalag díjat kapott a 2008-as Velencei Nemzetközi Filmfesztiválon.
Szintén 2008-ban főszerepet játszott a The Poker House című drámában. A filmben szerepelt Selma Blair és Chloë Grace Moretz is. Alakítását díjjal jutalmazták a Los Angeles-i Filmfesztiválon. 2009-ben feltűnt az amerikai Parachute nevű együttes The Mess I Made című videóklipjében is.

### 2010-től
2010-ben megkapta Ree Dolly szerepét a Winter’s Bone – A hallgatás törvénye című filmben. A 2011-es Oscar-gálán jelölték a legjobb női főszereplőnek járó díjra. Ezzel ő is felkerült a legfiatalabb jelöltek listájára.

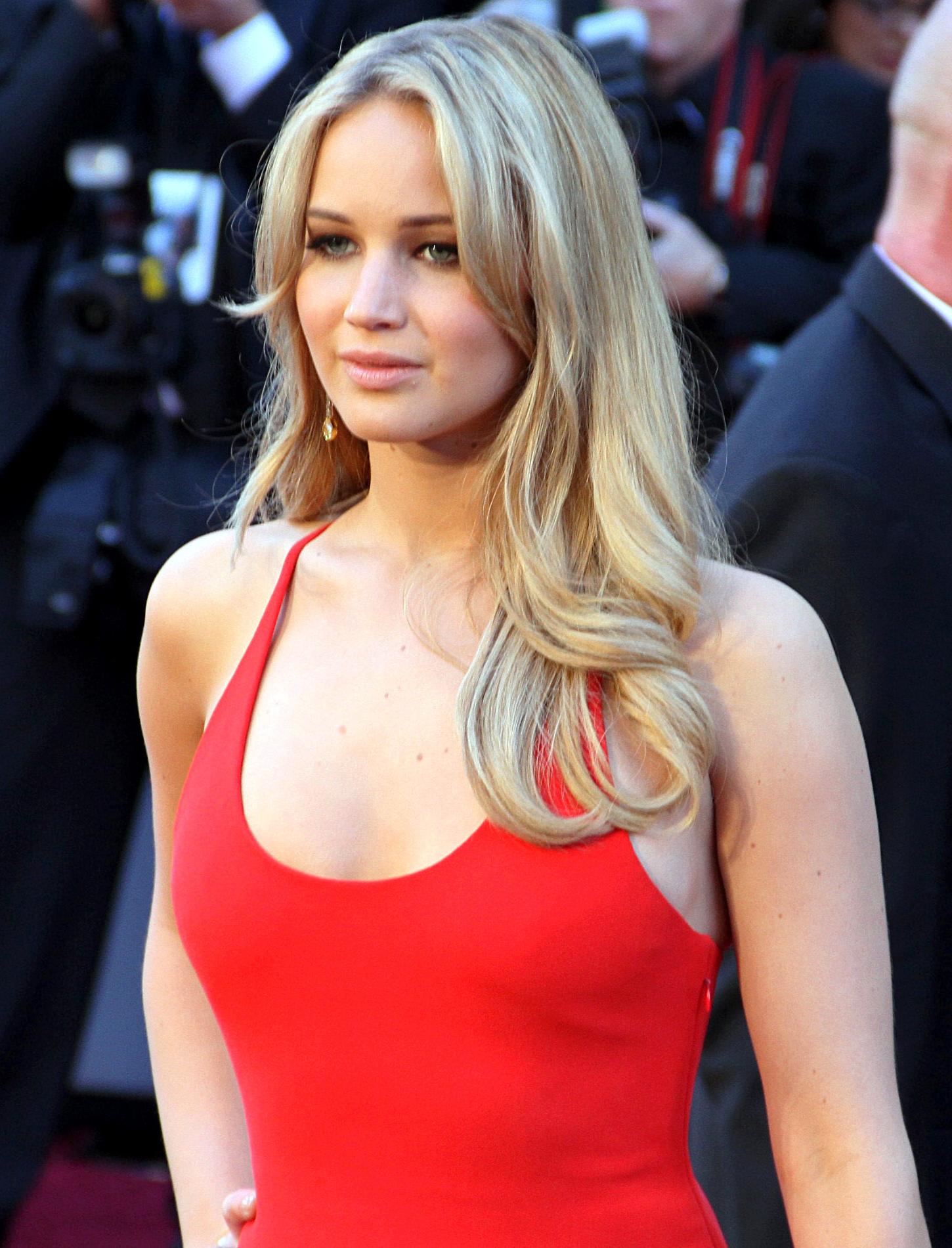
A 2011-es Oscar gálán

2011-ben három filmben is szerepet kapott. A hódkóros című filmben Noraht alakítja, Mel Gibson és Jodie Foster mellett. Like Crazy című filmje (magyarul nem mutatták be) 2011 januárjában jelent meg az Amerikai Egyesült Államokban.
A népszerű X-men-filmsorozat X-Men: Az elsők című részében (mely a szereplők fiatalkorát és egymáshoz fűződő kapcsolatait mutatja be) az alakváltó Rejtély, vagyis Mystique szerepét kapta meg. A filmben szerepelt még Michael Fassbender, Nicholas Hoult, James McAvoy, Zoë Kravitz, Rose Byrne, January Jones és Kevin Bacon is.
2012-ben volt még egy kisebb szerepe a Devil You Know című filmben. Ugyanazon az év szeptemberében jelent meg a 2010-ben forgatott Ház az utca végén című thriller, melyben Elissa Cassidy-t alakította. A film nagyrészt negatív kritikákat kapott. 
A 2012-es Torontói Filmfesztiválon bemutatott Napos oldal című romantikus filmjében Bradley Cooperrel közösen szerepelt, pozitív kritikákat szerezve. Ezzel a szerepével Oscar-díjat nyert. 2012 szeptemberében kezdték el forgatni Az éhezők viadala folytatását, a Futótűz című regény filmváltozatát. 2013-ban érkezett Ron Rash Serena című regénye filmváltozata, amiben ő alakította Serena Pembertont. A történet az 1920-as években játszódik, szerepel még benne Toby Jones és Rhys Ifans.
2012 áprilisában a 20th Century Fox bejelentette, hogy az X-men filmsorozat folytatását eltolják 2014. július 18-ára, mert Jennifer nem tudja kezdeni a forgatást csak 2013 januárjában. David O. Russel új filmjében az American Hustle-ben Marie Weinberget játszotta. A filmben játszik még Christian Bale, Jeremy Renner, Amy Adams, illetve Robert De Niro és Bradley Cooper, akikkel már korábban is dolgozott együtt.
2014-re az Éhezők Viadala folytatása érkezett meg.
2012 októberében a Dior bejelentette hogy Jennifer lesz a cég új reklámarca. A 2013-as Oscar gálán A Napos oldalt 8 díjra is jelölték, a film nem vitt haza díjat, de a legjobb színésznőnek járó díjat Jennifer kapta.

### Az éhezők viadala sikerei
A 2012-ben megjelenő Az éhezők viadala című regényből készített filmet már nagyon várta az amerikai fiatalság. 2011 márciusában megkapta a főszereplő Katniss Everdeen szerepét. Előtte olyan színésznők kerültek szóba a szerepre, mint Emma Roberts, Emily Browning, vagy Kaya Scodelario. A filmszerepért barnára kellett festenie a már addig megszokott szőke haját és meg kellett tanulnia íjászkodni, illetve fára mászni. Szerepel még a filmben többek között Woody Harrelson, Donald Sutherland, Liam Hemsworth, Elizabeth Banks, Josh Hutcherson és Lenny Kravitz. A film bevételi és kritikai sikert aratott. A folytatást jelenleg négy filmben tervezik. Jennifert rengeteg negatív kritika érte, főleg a testalkata miatt. A filmnek a folytatását 2012 szeptemberében kezdték el forgatni. Előreláthatólag a könyvnek 2 folytatása van (Futótűz és a A kiválasztott), de 2012. július 10-én bejelentette a Lionsgate, hogy az utolsó könyvből készülő filmet két részre bontják. A második rész 2013. november 22-én debütált, a harmadik rész első felét 2014. november 21-én, míg a második részét 2015. november 18-án mutatták be.

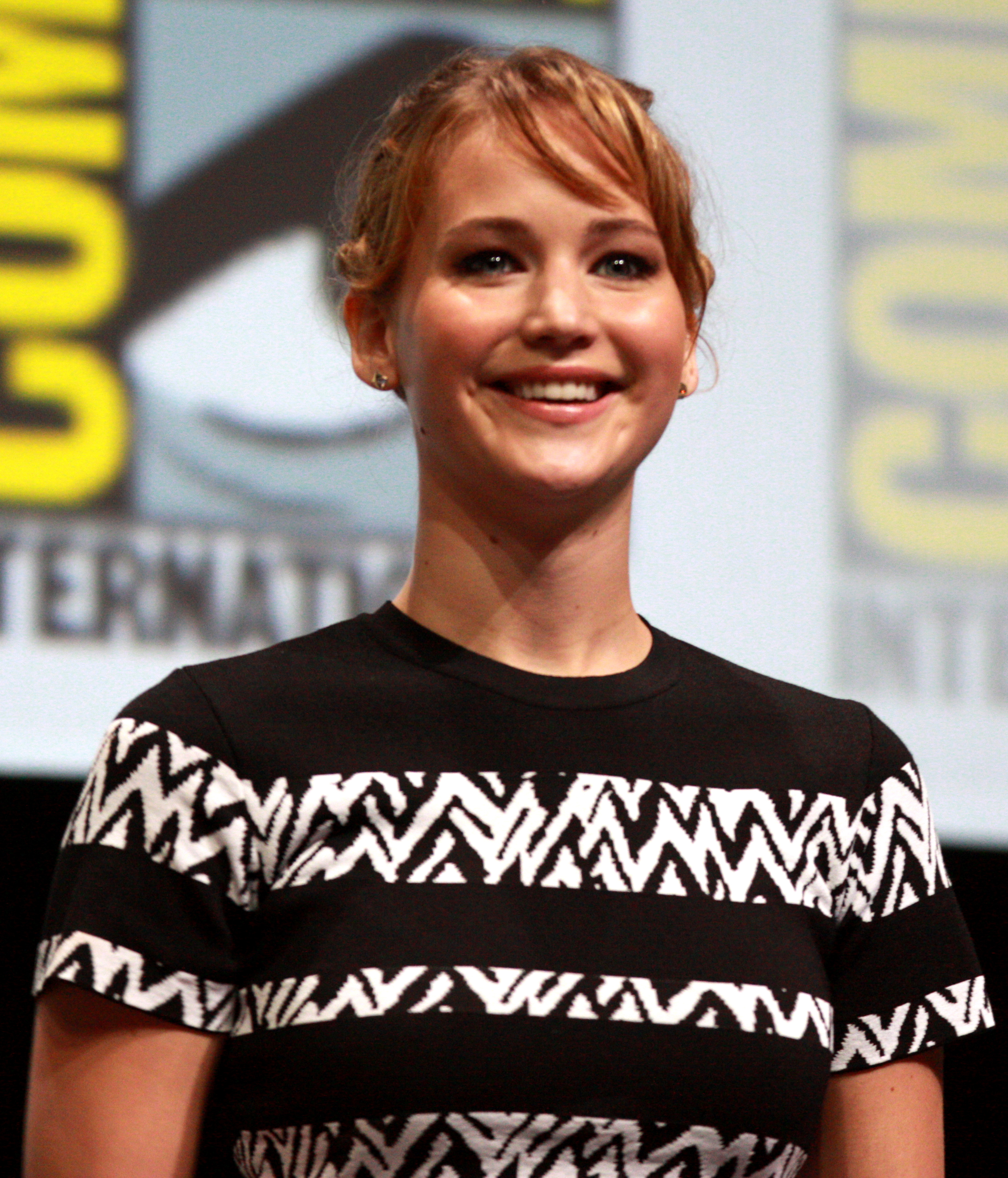
A 2013-as Comic-Con-on

### Színészi stílusa
Donald Sutherland a színésznőt Laurence Olivier-hez, a Golden Globe-díjas és Oscar-díjas angol színészhez hasonlította, továbbá "gyönyörű és kiváló" színésznek jellemezte. David O. Russel, amerikai filmrendező szintén magasztalta az egyszerű, természetes előadásmódjáért. Jennifer Lawrence elmondása szerint mindig is tanulmányozta az emberek viselkedését, és lenyűgözték az emberi reakciók, érzelmek. Állítása szerint a legnagyobb színészi tudást ebből lehet meríteni, az emberekre való odafigyelésből, meghallgatásukból, tanulmányozásukból.

## Magánélete
Jennifer a karrierje elején New Yorkban élt, ma Kaliforniában lakik. Szeret gitározni, festeni és szörfözni. 2010-ben, az X-Men forgatásán ismerkedett meg későbbi párjával, Nicholas Hoult angol színésszel.

## Filmográfia

### Film
| Év   | Magyar cím                                        | Eredeti cím                           | Szerep                    | Magyar hang        | Rendező               |
| ---- | ------------------------------------------------- | ------------------------------------- | ------------------------- | ------------------ | --------------------- |
| 2008 |                                                   | Garden Party                          | Tiffany "Tiff"            |                    | Jason Freeland        |
| 2008 |                                                   | The Poker House                       | Agnes                     |                    | Lori Petty            |
| 2008 | Megváltás                                         | The Burning Plain                     | Mariana                   | Bogdányi Titanilla | Guillermo Arriaga     |
| 2008 | Megváltás                                         | The Burning Plain                     | Mariana                   | Molnár Ilona       | Guillermo Arriaga     |
| 2010 | Winter’s Bone – A hallgatás törvénye              | Winter’s Bone                         | Ree Dolly                 | Nagy Katica        | Debra Granik          |
| 2011 | Őrülten hiányzol                                  | Like Crazy                            | Samantha                  | Dögei Éva          | Drake Doremus         |
| 2011 | Őrülten hiányzol                                  | Like Crazy                            | Samantha                  | Gulás Fanni        | Drake Doremus         |
| 2011 | A hódkóros                                        | The Beaver                            | Norah                     | Bogdányi Titanilla | Jodie Foster          |
| 2011 | X-Men: Az elsők                                   | X-Men: First Class                    | Raven Darkholme / Rejtély | Bogdányi Titanilla | Matthew Vaughn        |
| 2012 | Az éhezők viadala                                 | The Hunger Games                      | Katniss Everdeen          | Földes Eszter      | Gary Ross             |
| 2012 | Ház az utca végén                                 | House at the End of the Street        | Elissa Cassidy            | Csuha Borbála      | Mark Tonderai         |
| 2012 | Ház az utca végén                                 | House at the End of the Street        | Elissa Cassidy            | Földes Eszter      | Mark Tonderai         |
| 2012 | Napos oldal                                       | Silver Linings Playbook               | Tiffany Maxwell           | Földes Eszter      | David O. Russell (1.) |
| 2013 |                                                   | The Devil You Know                    | Zoe Hughes fiatalon       |                    | James Oakley          |
| 2013 | Az éhezők viadala: Futótűz                        | The Hunger Games: Catching Fire       | Katniss Everdeen          | Földes Eszter      | Francis Lawrence (1.) |
| 2013 | Amerikai botrány                                  | American Hustle                       | Rosalyn Rosenfeld         | Balsai Móni        | David O. Russell (2.) |
| 2014 | X-Men: Az eljövendő múlt napjai                   | X-men: Days of Future Past            | Raven Darkholme / Rejtély | Bogdányi Titanilla | Bryan Singer (1.)     |
| 2014 | Serena                                            | Serena                                | Serena Pemberton          | Földes Eszter      | Susanne Bier          |
| 2014 | Az éhezők viadala: A kiválasztott – 1. rész       | The Hunger Games: Mockingjay – Part 1 | Katniss Everdeen          | Földes Eszter      | Francis Lawrence (2.) |
| 2015 | Az éhezők viadala: A kiválasztott – Befejező rész | The Hunger Games: Mockingjay – Part 2 | Katniss Everdeen          | Földes Eszter      | Francis Lawrence (3.) |
| 2015 | Joy                                               | Joy                                   | Joy Mangano               | Földes Eszter      | David O. Russell (3.) |
| 2016 |                                                   | A Beautiful Planet (dokumentumfilm)   | narrátor                  |                    | Toni Myers            |
| 2016 | X-Men: Apokalipszis                               | X-Men: Apocalypse                     | Raven Darkholme / Rejtély | Bogdányi Titanilla | Bryan Singer (2.)     |
| 2016 | Utazók                                            | Passengers                            | Aurora Lane               | Földes Eszter      | Morten Tyldum         |
| 2017 | Anyám!                                            | Mother!                               | Anyaistennő               | Törőcsik Franciska | Darren Aronofsky      |
| 2018 | Vörös veréb                                       | Red Sparrow                           | Dominika Egorova          | Földes Eszter      | Francis Lawrence (4.) |
| 2019 |                                                   | Love, Antosha (dokumentumfilm)        | önmaga                    |                    | Garret Price          |
| 2019 | X-Men: Sötét Főnix                                | X-Men: Dark Phoenix                   | Raven Darkholme / Rejtély | Bogdányi Titanilla | Simon Kinberg         |
| 2021 | Ne nézz fel!                                      | Don't Look Up                         | Kate Dibiasky             | Földes Eszter      | Adam McKay            |
| 2022 | A kiút                                            | Causeway                              | Lynsey                    |                    | Lila Neugebauer       |
| 2023 | Barátnőt felveszünk                               | No Hard Feelings                      | Maddie                    | Földes Eszter      | Gene Stupnitsky       |
| 2025 |                                                   | Die, My Love                          | Grace                     |                    | Lynne Ramsay          |

### Televízió
| Év        | Magyar cím              | Eredeti cím                  | Szerep                          | Megjegyzések |
| --------- | ----------------------- | ---------------------------- | ------------------------------- | ------------ |
| 2006      | Monk – A flúgos nyomozó | Monk                         | kabalafigura                    | 1 epizód     |
| 2006      |                         | Company Town                 | Caitlin                         | rövidfilm    |
| 2007      | Döglött akták           | Cold Case                    | Abby Bradford                   | 1 epizód     |
| 2007      |                         | Not Another High School Show | dühöngő lány                    | tévéfilm     |
| 2007–2008 | A médium                | Medium                       | Allison fiatalon / Claire Chase | 2 epizód     |
| 2007–2009 | Bill Engvall-show       | The Bill Engvall Show        | Lauren Pearson                  | főszereplő   |
| 2013      | Saturday Night Live     | Saturday Night Live          | önmaga (házigazda)              | 1 epizód     |
| 2017      |                         | Jimmy Kimmel Live!           | önmaga (házigazda)              | 1 epizód     |

## Fontosabb díjak és jelölések
| Film                                        | Díj                     | Kategória                                          | Év   | Eredmény |
| ------------------------------------------- | ----------------------- | -------------------------------------------------- | ---- | -------- |
| Winter’s Bone – A hallgatás törvénye (2010) | Oscar-díj               | Legjobb női főszereplő                             | 2011 | Jelölve  |
| Winter’s Bone – A hallgatás törvénye (2010) | Golden Globe-díj        | Legjobb női főszereplő (filmdráma)                 | 2011 | Jelölve  |
| Winter’s Bone – A hallgatás törvénye (2010) | Screen Actors Guild-díj | Legjobb női főszereplő                             | 2011 | Jelölve  |
| Napos oldal (2012)                          | Oscar-díj               | Legjobb női főszereplő                             | 2013 | Elnyerte |
| Napos oldal (2012)                          | BAFTA-díj               | Legjobb női főszereplő                             | 2013 | Jelölve  |
| Napos oldal (2012)                          | Golden Globe-díj        | Legjobb női főszereplő (filmmusical vagy vígjáték) | 2013 | Elnyerte |
| Napos oldal (2012)                          | Screen Actors Guild-díj | Legjobb szereplőgárda (mozifilm)                   | 2013 | Jelölve  |
| Napos oldal (2012)                          | Screen Actors Guild-díj | Legjobb női főszereplő                             | 2013 | Elnyerte |
| Amerikai botrány (2013)                     | Oscar-díj               | Legjobb női mellékszereplő                         | 2014 | Jelölve  |
| Amerikai botrány (2013)                     | BAFTA-díj               | Legjobb női mellékszereplő                         | 2014 | Elnyerte |
| Amerikai botrány (2013)                     | Golden Globe-díj        | Legjobb női mellékszereplő                         | 2014 | Elnyerte |
| Amerikai botrány (2013)                     | Screen Actors Guild-díj | Legjobb szereplőgárda (mozifilm)                   | 2014 | Elnyerte |
| Amerikai botrány (2013)                     | Screen Actors Guild-díj | Legjobb női mellékszereplő                         | 2014 | Jelölve  |
| Joy (2015)                                  | Oscar-díj               | Legjobb női főszereplő                             | 2016 | Jelölve  |
| Joy (2015)                                  | Golden Globe-díj        | Legjobb női főszereplő (filmmusical vagy vígjáték) | 2016 | Elnyerte |
| Ne nézz fel! (2021)                         | Golden Globe-díj        | Legjobb női főszereplő (filmmusical vagy vígjáték) | 2022 | Jelölve  |
| Barátnőt felveszünk (2023)                  | Golden Globe-díj        | Legjobb női főszereplő (filmmusical vagy vígjáték) | 2024 | Jelölve  |

Nevét viseli a 384584 Jenniferlawrence kisbolygó.